# College Station-Bryan
College Station-Bryan, Bryan-College Station – obszar metropolitarny w Stanach Zjednoczonych, w hrabstwie Brazos, w stanie Teksas. Powierzchnia 216,70 km², liczba mieszkańców 212 268 (01.07.2009).
Największe miasto to College Station.
Pozostałe miasta:
- Bryan
- Hearne
- Caldwell

Bryan-College Station utrzymuje kontakty partnerskie z miastem Greifswald w Niemczech.